# MGM-134 미지트맨

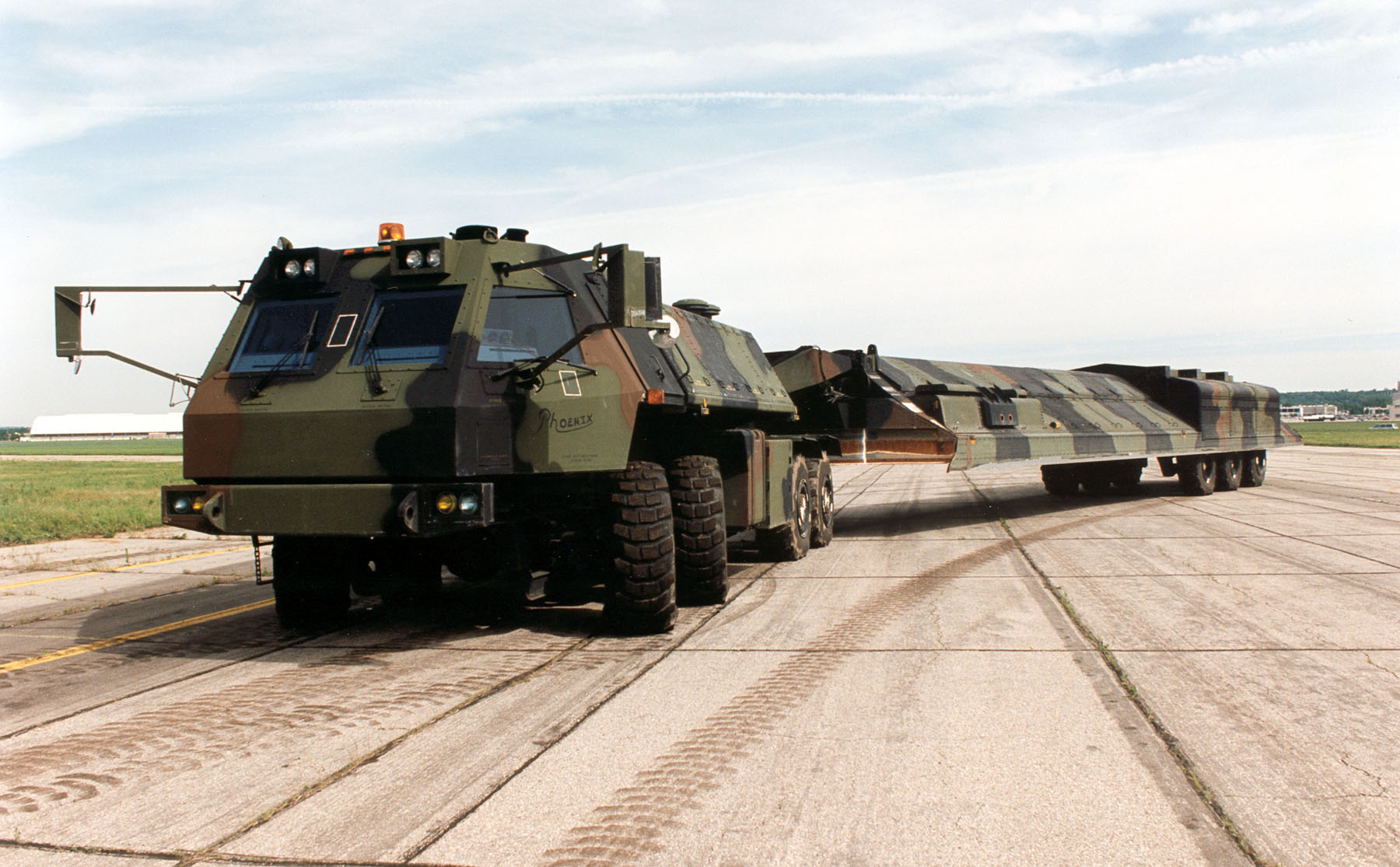
이동식 발사대 차량

MGM-134A 미지트맨(MGM-134A Midgetman)은 Small ICBM으로도 불리는 미국의 소형 ICBM이다.

## 역사
미지트맨은 소형에 주안점을 두고 개발되었다.
1986년말에 주문계약을 했다. 마틴 마리에타, 티오콜, 허큘레스, 에어로젯, 보잉, 제너럴 일렉트릭, 록웰, 로지콘이 참여했다.
1989년 최초의 시제기를 시험발사했으나 궤도를 이탈하여 70초만에 태평양에서 파괴되었다. 1991년 4월 18일 시험발사를 최초로 성공했다.
1991년 12월 26일 고르바초프 대통령이 하야하여 소련이 멸망하여 냉전이 해체면서, 1992년 1월 미지트맨 개발이 취소되었다.
2010년 현재 미국은 지상발사형 ICBM으로 미니트맨 미사일만 보유하고 있는데, 이는 이동식 소형 미사일이 아니라 사일로 저장식 대형 미사일이다. W87 핵탄두 1개를 장착한 13톤 무게의 미지트맨은 W87 핵탄두 3개를 장착한 36톤 무게의 미니트맨보다 3배 정도 가볍다.
이와 같은 소형 장거리 고체 로켓으로는, 1970년 2월 11일 일본 최초의 자력 인공위성 발사를 성공한 무게 9.4톤의 람다 4S 고체 로켓이 있다.

## 비교
1980년대 미지트맨은 1960년대 미니트맨 보다 동일한 성능이면서도 무게가 3배 정도 가벼워 졌다.
| 비교     | LGM-30A 미니트맨I      | MGM-134 미지트맨 |
| 길이     | 16.4 m                 | 14.0 m           |
| 1단 직경 | 1.68 m                 | 1.17 m           |
| 무게     | 29,400 kg              | 16,800 kg        |
| 1단      | 티오콜 M55 추력 93톤   | 추력 97톤        |
| 2단      | 에어로젯 M56 추력 26톤 | 미확인           |
| 3단      | 허큘리스 M57 추력 15톤 | 미확인           |
| 탄두중량 | 450 kg                 | 500 kg           |
| 탄두     | 1x 1 Mt W59            | 1x 475 kt W87    |
| CEP      | 2.58 km                | 90 m             |
| 사거리   | 10,100 km              | 1300-11000 km    |

## 같이 보기
- 페가수스 (로켓) - 3단 고체연료 핵미사일 MGM-134 미지트맨을 항공기 발사용 위성 발사체로 개조했다.
- LGM-30 미니트맨 - 현재 유일한 미국의 ICBM이다.
- UGM-133 트라이던트 II - 현재 유일한 미국의 SLBM이다.
- 람다 4S